# Bobby Garrett
(en) Statistiques sur pro-football-reference
Robert Driscoll "Bobby" Garrett né le 16 août 1932 à Los Angeles, en Californie et mort le 5 décembre 1987 à Westminster, également en Californie, est un Américain, joueur professionnel de la football américain, évoluant au poste de quarterback dans la National Football League.

## Jeunesse et éducation
Né à Los Angeles, en Californie, Garrett est quarterback pour le Cardinal de l'université Stanford, où il joue également comme défenseur. En 1953, il devient la troisième personne à recevoir le W. J. Voit Memorial Trophy (en) à titre de joueur de football exceptionnel dans la Pacific Coast Conference (en).

## Carrière professionnelle
Après avoir été nommé MVP du Hula Bowl, il est drafté par les Browns de Cleveland comme premier choix général de la draft 1954 de la NFL (en). Les Brown avaient besoin de quelqu'un pour remplacer le vétéran Otto Graham, mais ils ont vite découvert que Garrett avait un handicap en tant que quartback: il bégayait, ce qui rendait les appels difficiles.
Garrett ne joue jamais un match pour les Browns, qui l'échangent avec le halfback Don Miller et les joueurs de ligne Johnny Bauer et Chester Gierula (en) aux Packers de Green Bay contre le quarterback Babe Parilli et l'offensive tackle Bob Fleck. Les Packers voulaient un remplaçant pour le vétéran Tobin Rote, mais n'ont pas été informés du problème de bégaiement de Garrett avant de faire l'échange. Garrett n'a joué que neuf matchs en NFL.

## Statistiques NFL
| Année         | Équipe               | MJ            |         | Passes   | Passes | Passes | Passes | Passes | Passes | Passes  |       | Courses | Courses | Courses | Courses |
| Année         | Équipe               | MJ            | Tentées | Réussies | Pct.   | Yards  | TD     | Int.   | Éval.  | Tentées | Yards | Moy.    | TD      |         |         |
| 1954          | Packers de Green Bay | 9             | 30      | 15       | 50,0   | 143    | 0      | 1      | 49,7   | 1       | -3    | -3,0    | 0       |         |         |
| Totaux en NFL | Totaux en NFL        | Totaux en NFL | 30      | 15       | 50,0   | 143    | 0      | 1      | 49,7   | 1       | -3    | -3,0    | 0       |         |         |